# Cuencamé
Cuencamé è una municipalità dello stato di Durango, nel Messico centrale, il cui capoluogo è la località di Cuencamé de Ceniceros.
La popolazione della municipalità è di 33.664 abitanti (2010) e ha una estensione di 4.797,6 km².